# Kimball (Nebraska)
Kimball è un comune degli Stati Uniti d'America, situato in Nebraska, nella contea di Kimball.